# ピエロギ
ピエロギ（波: pieróg, pierogi [ˈpjɛruk, pjɛˈrɔɡi] ( 音声ファイル)）は、様々な具を詰めたダンプリングまたは膨らまない生地を、茹でてまたは焼いて作る東ヨーロッパ周辺の料理である。このダンプリングは、スラブ諸国（ウクライナ、ロシア、ポーランド、スロバキア）やバルト諸国(ラトビア、リトアニア)で人気のある料理で、ピエロギとヴァレーニキは、ウクライナ、ポーランド、スロバキアの国民食とされている。

## 起源と呼び名の種類
ピエロギには多くの別名（ピェロギ、ペロギ、ペローギ、ピロギ、ピローギ、ピロゲン、プローギ）があり、いずれも「ロ」にアクセントがある。
ピエロギの起源をたどるのは難しい。ダンプリングはユーラシア大陸全域で見られるが、「ピエロギ」という特定の名前、および スラヴ祖語の「pir」（祝祭の意味）を持つ西および東スラヴ語群における様々な同根語は、近代の国民国家と標準語に先行して、スラヴ諸国で共通であるが、多くの国では「パイ」を意味している。東スラヴ語群のベラルーシ人、ロシア人、ウクライナ人、西スラヴ語群のポーランド人、スロバキア人、およびバルト人、ラトビア人、リトアニア人はこの料理を食べるが、別の名前の場合がある（例えば、ベラルーシではkalduny、リトアニアではコルドゥーナイ（koldūnai））。東ヨーロッパでは、この料理の一種を、「茹でること」の語から派生した名前で知られる（ロシア語でварить（varit ヴァリーチ）、ウクライナ語でварити（varyty））。これらにはベラルーシ、ラトビア、ロシア、ウクライナのヴァレーニキ、ワレニキ、ヴァレーヌィク（варэнiкi、vareņiki、варе́ники、варе́ники、「茹でたもの」を意味する形容詞varenyyより）も含まれる。
イタリアのラビオリ、トルテリーニ（トルテッリーニ）、アシュケナジムのクレプラハと酷似している。トルコ、ザカフカジエ、中央アジアでは生地に丸く肉を詰めた料理がマントゥ (Manti (dumpling)) 、ヒンカリ (Khinkali) 、チュチュヴァラと呼ばれる。東アジアでは、中国のワンタンとチャオズ、日本の餃子、モンゴルのボーズ、ネパール/チベットのモモ、アフガニスタンのマントゥ、大韓民国のマンドゥなどの類似した料理がある。

## 単数形と複数形
ピエロギは小さく、一度に多数を供されるため、料理は複数形の名称である。ポーランド語では、複数形が「pierogi」、単数形が「pieróg」である。英語では複数形を英国式に「pierogies」と書くことが多い。

## レシピの種類

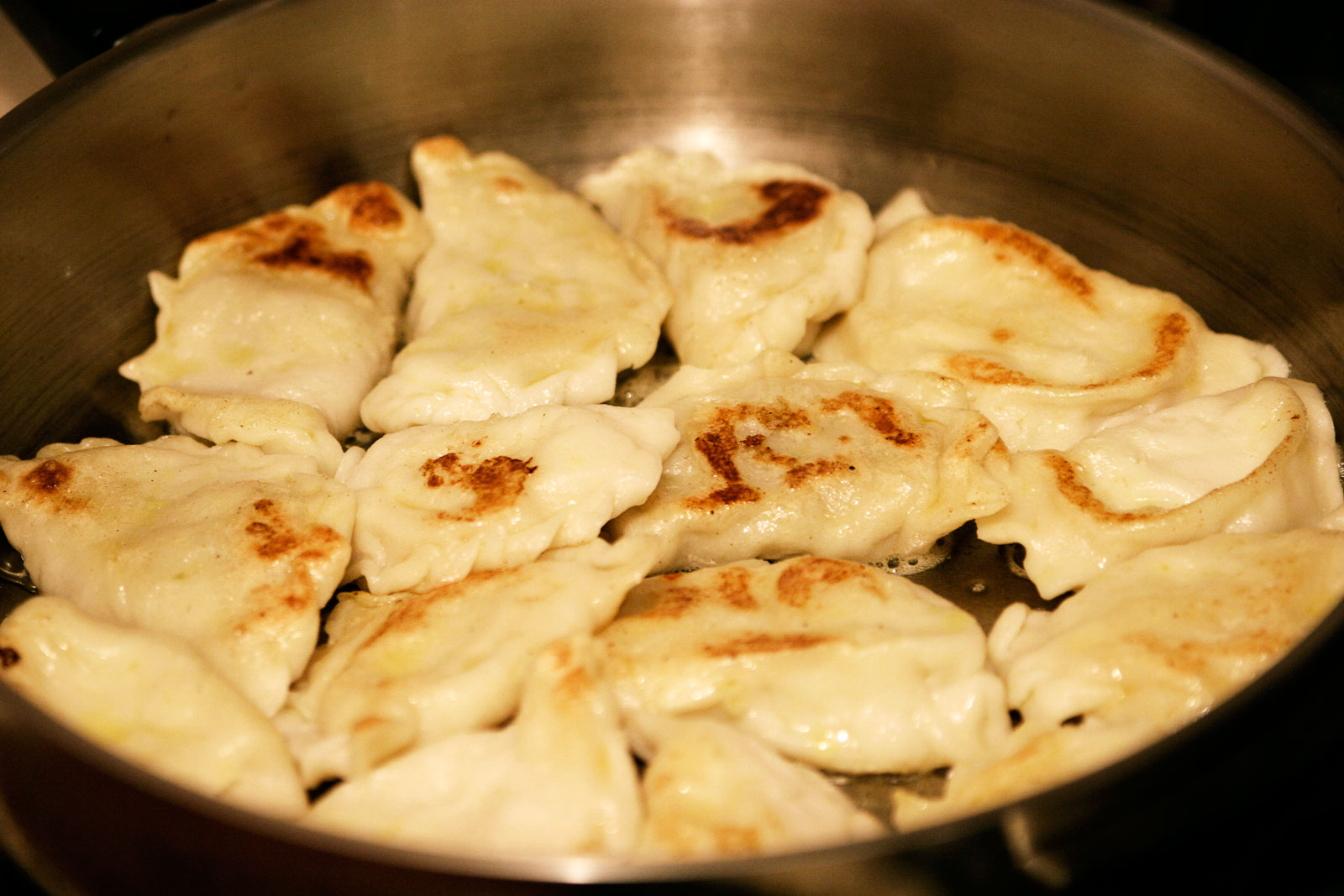
フライパンのピエロギ

### 材料
ピエロギまたはヴァレーニキは、膨らまない生地の半円形のダンプリングで、挽き肉、マッシュポテト、チーズ、ファーマーズチーズ（全乳チーズ）、ブリンザ（羊乳チーズ）、ザワークラウト、キノコ、好みによる他の材料の具を（1種または様々な組合わせで）詰める。デザート用ダンプリングとしては、サクランボ、イチゴ、キイチゴ、ブルーベリー、モモやリンゴのような新鮮な果物を詰め、種をとったプルーンも使われる。
ファーマーズチーズと揚げタマネギを混ぜたマッシュポテトが、ポーランドとウクライナで一般的である。ポーランドではこの種類をピェロギ・ルスキェ（ルシン人のピエロギ）という。カナダのピエロギで一般的な具は、下ろしたチェダーチーズを混ぜたマッシュポテトである。

## 調理
生地を押しのばし、コップで丸く切る。具を中央にのせて、生地を折り半円形に包む。ピエロギまたはヴァレーニキは、浮いてくるまで茹でて、水を切る。場合により、仕上げにバターで揚げる、または焼くことがある。この料理は、溶かしたバター、サワークリームを添えて、または揚げたベーコン、タマネギ、キノコをふりかけて供される。デザートの場合、アップルソースがかけられる。北アメリカのポーランド人の家庭ではメープルシロップを添えることがある。

## ピエロギの国、地域、民族による種類

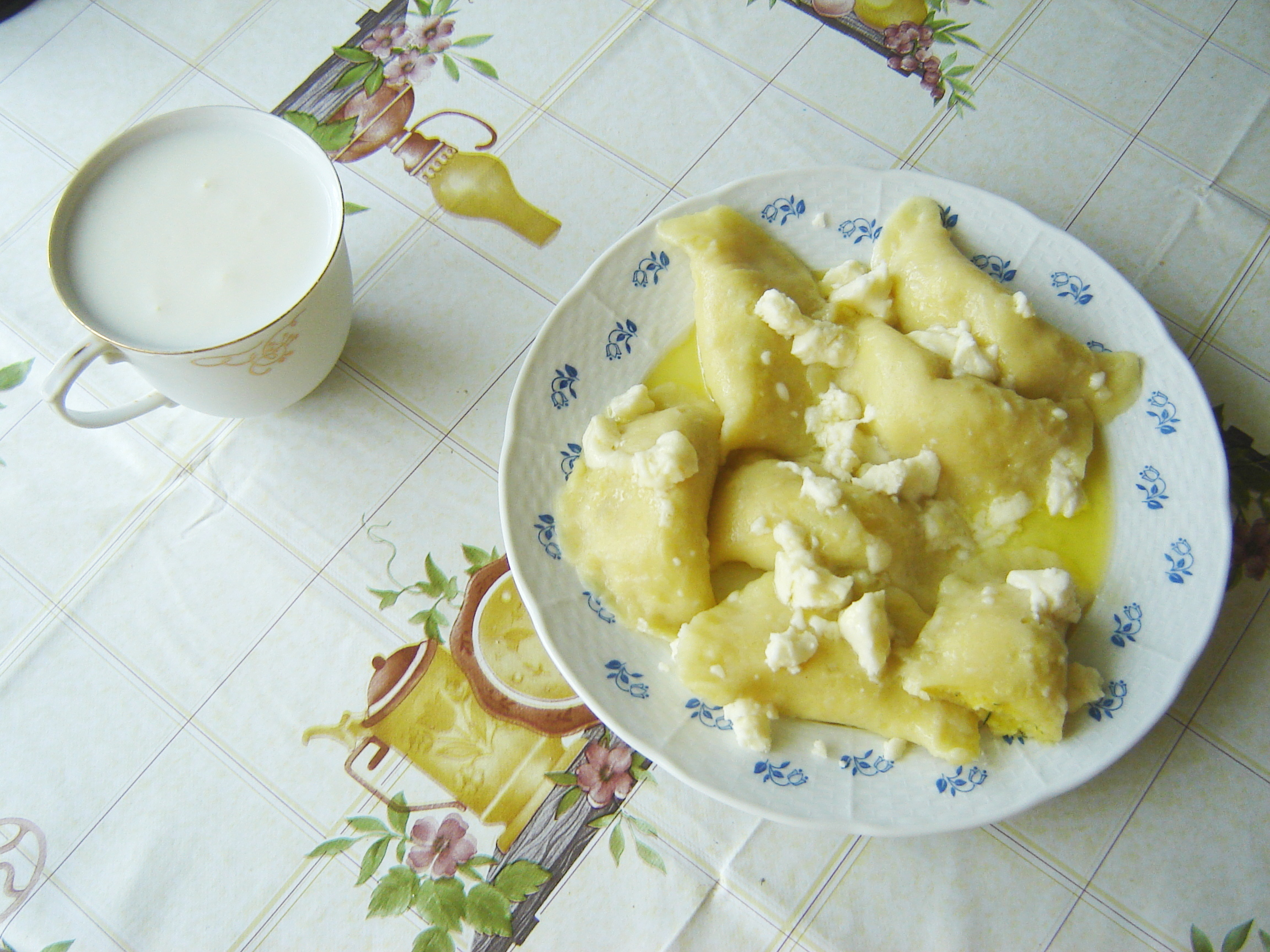
スロバキアのブリンゾヴェ・プローギ

### ハンガリー
ハンガリー料理で、ピエロギに相当する料理はデレイェ (derelye) [ˈdɛrɛjɛ]であり、パスタの中にジャムまたは肉を詰める。この料理は、主に結婚式のような特別な行事のお祝いの食事として食べられる。

### スロバキア
伝統的なスロバキア料理はブリンゾヴェ・プローギである。これは三日月型のダンプリングで、塩味のブリンザチーズ、または未熟成の凝乳チーズ（トヴァロフ）を詰めることが多い。

### ポーランド

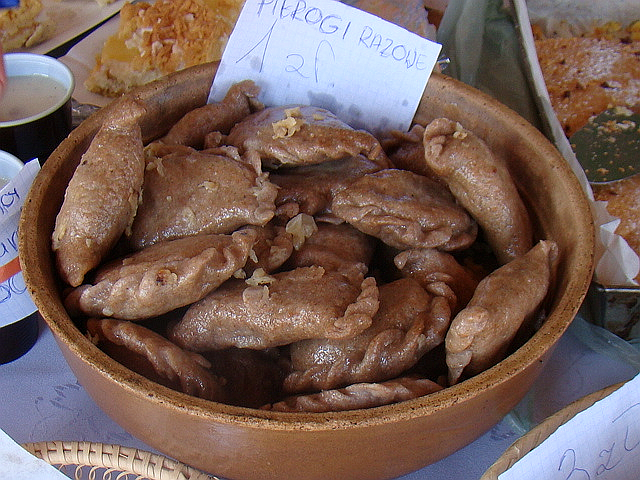
全粒粉の皮を使用した揚げピエロギ
ポーランドの総菜屋にて

ポーランド料理では、ピエロギは、様々な形および味、皮は厚めで、色は一般的な白のほか、パプリカパウダー、ターメリック、ホウレンソウ乾燥粉末、を混ぜてそれぞれ赤、黄、緑にしたり、ハーブやスパイスを混ぜ込んで柄と香りをつけたりする事がある。全粒粉やライ麦粉を使用した茶色い色合いの香ばしい皮を使用したものもみられる。ピエロギは伝統的に当時のポーランド・リトアニア共和国の東部辺境地帯（クレシ、現在のベラルーシとウクライナとロシア・スモレンスク地方で、共和国のポーランド本土地方と異なる文化を持つ東スラブ人が住む）の貧しい下層農民の料理ヴァレーヌィキであったが、料理法にいろいろな工夫をしたり高価な材料を用いることにより貴族や商人を含むポーランドの全ての社会階級に普及した。（同様に、貧しい東方辺境地方の下層農民の料理が改良された。
ピエロギは多くの祝祭に供され、ポーランド料理文化の重要な役割を演じる。2007年にクラクフで開催したピエロギ・フェスティバルでは、1日に3万個のピエロギが食された。ポーランドのピエロギは、（カード、クアルクチーズ、ジャガイモ、揚げタマネギを詰めることが多い。この種類はピェロギ・ルスキェ（ルシン人のピエロギ）と呼ばれ、北アメリカで最も一般的である。ポーランドで、より一般的なピエロギには、挽き肉、キノコ、キャベツ、またはデザートとして各種の果物（様々なベリー類、イチゴやブルーペリーが最も一般的）を詰める。ピエロギには通常、パン粉を加えてこんがりと揚げた溶かしバター、熱々の溶かしラードとベーコンの微塵切り、キノコのクリームソース、ハーブの入ったポーランド風のグレイビーソース、砂糖やはちみつで甘くした溶かしバター、などが使われる。最近では別皿にバーベキューソースのようなスパイシーなディップソースを添えることもある。ポーランドでは伝統的に、クリスマスイブの食事に2種類のピエロギが供される。1つはザワークラウトと干しポルチーニ茸、もう1つは干しキノコのみを詰めたウシュカ (Uszka) がバルシチの具。ポーランドでは肉を使ったものはクリスマスディナーにしない。
ピェロギ・レニーヴェ（怠け者のピエロギ）は異なる種類の料理で、これはイタリアのニョッキ、ウクライナのレニヴィエ・ヴァレーヌィキ（ленивые вареники）、リトアニアのコペティカ (Kopytka) 、スロバキアとハンガリーのハルシュキと似ている。

### ロシア
ロシア料理では、最もピエロギに似ている料理はヴァレーヌィクである。肉を詰めたペリメニもまた似ている。

### ウクライナ
北米に移住したウクライナ移民はピエロギと呼ぶが、伝統的なウクライナ料理でピエロギに最も類似する料理は、ヴァレーヌィク（вареники、茹でる（варити）から派生）で、サワークリームを添えて、または溶かしバターをかけ、揚げタマネギ、刻みベーコンをふりかけて供される。ウクライナでは、類似しているが通常やや小さい、肉詰めのペリメニも調理される。

### ユダヤ人
ユダヤ人のアシュケナジムは、ピロゲン（pirogen）と呼び、茹でるか焼いて仕上げる。
類似するユダヤ人の料理はクレプラハで、円形のダンプリング（トルテリーニに似ている）で、茹でて副菜または澄んだスープの具として供される。

### 北アメリカ
ピエロギは、カナダとアメリカ合衆国において、スラヴ移民による普及から始まり、広く普及している。特にスラヴ系の人口が多い地域の、バッファロー、シカゴ、マサチューセッツ州西部、ミネアポリス、デトロイト、ペンシルベニア州北部および西部、マニトバ州、ブリティッシュコロンビア州、アルバータ州、サスカチュワン州、オンタリオ州（トロント）などで普及している。ピエロギは当初、移民の家庭料理または民族レストランの料理だった。第二次世界大戦後の時代に、出来立てのピエロギが民族教会による資金調達の料理となった。
1960年代までに、ピエロギはアメリカ合衆国とカナダの多くのスーパーマーケットで冷凍食品売り場の定番となった。ピエロギは今日も食品売り場の一角を占める。
ポーランド系またはウクライナ系の街の多くでピエロギの祭りがある。インディアナ州ホワイティングでは毎年7月に開かれるピエロギ・フェストでピエロギを祝う。ピエロギはまた、ピッツバーグと結びつきがある。ピッツバーグ・パイレーツの野球のホームゲームでは、4人のピエロギの衣装を着た走者がゴールに向かって走る「ピエロギ・レース」が行われる。「ピエロギ」という言葉はピッツバーグ訛りの特徴を持つ。カナダのアルバータ州グレンドン村(en:Glendon, Alberta)では「ピロギー」と呼び、1993年にこの御馳走の記念像、グラスファイバープラスチック製で高さ8.2メートルの、フォークに刺さったピロギーを道端に建てた。

#### カナダ

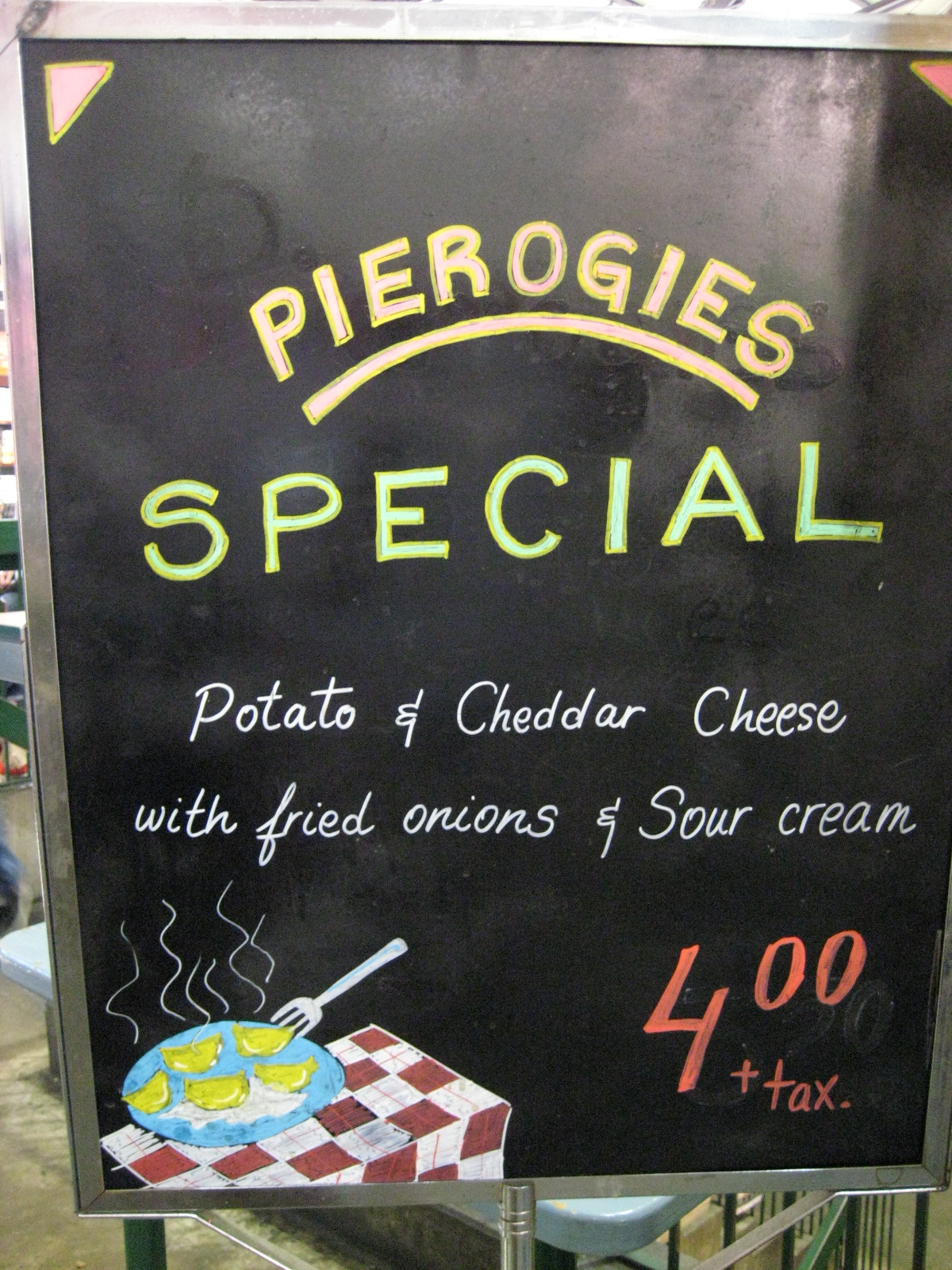
トロント、セントローレンス・マーケットのファストフード売店のピエロギの広告

カナダ大平原は、特に、ウクライナ系人口が多く、ピロギ、ピローギ（原音は「ピロゥギ」に近い）は非常に一般的である。カナダにはまた、他のピエロギ作りの文化を持つ多くの国からの移民（特にポーランド人、ユダヤ人、メノナイト）が多いため、多種多様なレシピが使われる。カナダのピエロギ市場は、アメリカ合衆国に次ぐ規模である（第二次世界大戦の戦前および戦時中の東ヨーロッパからの移民の多数が移民先にアメリカ合衆国を選んだ）。
東ヨーロッパ移民が住む地域では、パック入り冷凍ピエロギが売られており、カナダの至る所、大規模なチェーン店でも売られている。このようなピエロギは産業機械で作られる。ピエロギは通常、約20グラムであり、イタリアのパスタにも使用するイタリア製機械で製造されるため、特大の半円形ラビオリに似ている。典型的な冷凍食品の具は、チェダーチーズ、ベーコンまたはカッテージチーズとジャガイモである。
家庭料理で詰める典型的な具は、塩コショウで味付けした（しばしばチェダーチーズ入りの）マッシュポテト、ザワークラウト、または果物のいずれかである。茹でた後に、直ちに供するか、オーブンで暖めるか、油またはバターで焼く。果物入りは一般にイチゴ、ブルーベリー、およびサスカトゥーンベリーを使う。ジャガイモとチーズまたはザワークラウト入りは通常、バターまたは油、サワークリーム（一般的）、揚げタマネギ、揚げ刻みベーコンまたはキルバサ (Kielbasa) （ソーセージ）、およびクリーム状のキノコソース（稀に）を添えて供される。
国内のチェーンレストランではこの料理またはその一種を目玉にする。ボストンピザはピエロギと似たの味付けのサンドイッチとピザを、スミティーズは揚げたピエロギをサルサ (料理)を添えて前菜に販売している。カナダ大平原の中華料理店では焼き餃子（餃子）を「中華ピエロギ」と宣伝することがある。
ウクライナ系カナダ人の方言で、「pyrohy」（ピローギ）という。これはイギリス系カナダ人による「pedaheh」または「pudaheh」の、最初の歯茎ふるえ音（巻き舌）に慣れていないための聞き違いによる可能性がある。これらはウクライナ語でヴァレーヌィクとして知られており、ピローギ（pyrohy）は別の料理を示すことが、混乱のもとである。

#### アメリカ合衆国
アメリカ合衆国では、「ピエロギ」は通常ポーランドのピエロギを示す。アメリカ合衆国は、北アメリカで最大の東ヨーロッパ移民がいる（2番目はカナダ）ため、ピエロギ市場がもっとも発展した。以後の東ヨーロッパ移民がいる他の国とは異なり、アメリカ各地の食品店で様々な種類の現代風ピエロギが販売されている。
食品店独自のピエロギの多くには、一般的なアメリカ人の好みに合わせるため、ホウレンソウ、ハラペーニョや鶏肉といった、伝統的でない材料が使われる。
ピエロギは、ハワイのアイアンマン・トライアスロンで、ポーラ・ニュービィー‐フレイザーが自転車競技の補給食にとりいれてから、急速に競技の補給食としての人気を得た。その10年以上後に、Mrs. T's（アメリカ最大のピエロギ製造会社）が、各国のプロおよび市民向けのトライアスロン大会を後援した。ピエロギは、トライアスロン競技者にとって、炭水化物補給のためにパスタに替わるおいしい補給食である。
アメリカ合衆国でのピエロギの消費は、ニューヨーク州、ペンシルベニア州、インディアナ州、ニューイングランド州の中西部および南部を含む、「ピエロギ・ポケット」と呼ばれる地域に多くが集中している。この地域ではアメリカ合衆国のピエロギ年間消費量の68パーセントを占める。インディアナ州では、ピエロギを祝う祭の「ピエロギ・フェスト」が毎年7月に開かれる。ペンシルベニア州シェナンドーに基盤をおくMrs. T'sが、この地域のピエロギの中心都市を指名し、2009年はニューヨーク州ビンガムトンである。